# Le Menteur (Goldoni)
Pour les articles homonymes, voir Menteur.
Le Menteur (Il bugiardo) est une pièce de théâtre en 3 actes de Carlo Goldoni écrite en 1750.
Le Menteur s'inspire largement de la comédie homonyme de Corneille qui lui-même emprunte beaucoup à La Vérité suspecte de l'Espagnol Juan Ruiz de Alarcon. On y retrouve cependant de nombreux personnages de la commedia dell'arte : Pantalon, le docteur, Arlequin, Colombine, Brighella... et Lelio, le menteur de la pièce.
Lelio, à peine de retour à Venise après plusieurs années passées dans toute l'Italie, assiste à une sérénade donnée par Florindo, timide soupirant de Rosaura, fille du docteur Balanzoni. Il fait croire à la jeune fille qu'il en est l'auteur, de même qu'il affirme lui avoir fait cadeau d'une magnifique dentelle provenant en fait de Florindo. Il prétend publiquement être le bienvenu dans la famille de Pantalon ce qui met en fureur Ottavio, amant de Beatrice, la sœur de Rosaura. Lelio ment également à son père quand celui-ci lui annonce qu'il veut le marier. Empêtré dans ses mensonges, il en forge un nouveau pour se sortir du précédent. Finalement, il est confondu par une jeune Romaine qu'il a séduite et qui vient demander réparation.
La pièce a été mise en scène en 2008 par Laurent Pelly au Théâtre national de Toulouse, dont il est alors codirecteur avec Agathe Mélinand, qui en fait une nouvelle traduction. Parmi les comédiens on trouve notamment Simon Abkarian dans le rôle de Lelio, Alain Pralon dans le rôle de Pantalon, Pierre Aussedat dans le rôle du docteur Balanzoni, Audrey Fleurot dans le rôle de Rosaura et Emmanuel Daumas dans le rôle de Florindo. La pièce est notamment remarquée pour le décor de la scénographe Chantal Thomas qui avait recréé un Venise miniature sur une scène recouverte d'eau, faisant évoluer les personnages sur des pontons de bois. En 2009, elle est jouée au théâtre des Célestins de Lyon.